# Shōya Chiba
Shōya Chiba (千葉 翔也 Chiba Shōya?,  Tokio, Japón, 29 de agosto de 1995) es un actor, seiyū y cantante japonés, afiliado a Sigma Seven. Algunos de sus roles más destacados incluyen el de Kōhei Yamazaki en Shōwa Monogatari, Kenji Gion en All Out!!, Kiyotaka Ayanokōji en Yōkoso Jitsuryoku Shijō Shugi no Kyōshitsu e, Tahōmaru en Dororo, Hayato Akiyama en The Idolmaster SideM, Kou Minamoto en Jibaku Shōnen Hanako-kun, Taiki Inomata en Ao no Hako y Kotarō Azumi en Tsuki ga Kirei.

## Biografía
Chiba nació el 29 de agosto de 1995 en la ciudad de Tokio, Japón. En 2004, debutó como actor infantil en la serie de anime Curry No Kuni No Koba-ru. Hasta 2014 perteneció a la agencia Sanno Productions, cuando pasó a formar parte de Sigma Seven. El 19 de noviembre de 2017 Chiba se unió a Kiramune, uno de los sellos discográficos de Bandai Namco.

## Filmografía
Los papeles principales están en negrita

### Anime

#### Series de televisión
| Año  | Título                                                                         | Rol                          | Refs.         |
| ---- | ------------------------------------------------------------------------------ | ---------------------------- | ------------- |
| 2004 | Curry No Kuni No Koba-ru                                                       | Koba-ru                      |               |
| 2011 | Shōwa Monogatari                                                               | Kōhei Yamazaki               | [ 3 ]         |
| 2015 | Owari no Seraph                                                                | Yūji                         |               |
| 2015 | Gakusen Toshi Asterisk                                                         | Estudiante A, voz de máquina |               |
| 2015 | Gourmet Girl Graffiti                                                          | Estudiante                   |               |
| 2015 | Haikyū!!                                                                       | Kazuma Bobata, Tarō Onagawa  |               |
| 2016 | Idol Memories                                                                  | Hombre                       |               |
| 2016 | All Out!!                                                                      | Kenji Gion                   | [ 4 ]         |
| 2016 | Nejimaki Seirei Senki: Tenkyō no Alderamin                                     | Azan                         |               |
| 2017 | Yōkoso Jitsuryoku Shijō Shugi no Kyōshitsu e                                   | Kiyotaka Ayanokōji           | [ 5 ]         |
| 2017 | The Idolmaster SideM                                                           | Hayato Akiyama               | [ 6 ]         |
| 2017 | Tsuki ga Kirei                                                                 | Kotarō Azumi                 | [ 7 ]         |
| 2018 | Mitsuboshi Colors                                                              | Sing Soo-Ling                |               |
| 2018 | Hataraku Saibō                                                                 | Célula B                     | [ 8 ]         |
| 2018 | Banana Fish                                                                    | Sing Soo-Ling                | [ 9 ]         |
| 2018 | Irozuku Sekai no Ashita kara                                                   | Yuito Aoi                    | [ 10 ] [ 11 ] |
| 2019 | Dororo                                                                         | Tahōmaru                     |               |
| 2019 | En'en no Shōbōtai                                                              | Yū                           |               |
| 2019 | B-Project: Zecchou*Emotion                                                     | Akane Fudou                  |               |
| 2020 | Skate-Leading☆Stars                                                            | Sota Jonouchi                | [ 12 ]        |
| 2020 | Gleipnir                                                                       | Ikeuchi                      |               |
| 2020 | Jibaku Shōnen Hanako-kun                                                       | Kō Minamoto                  | [ 13 ]        |
| 2021 | 86: Eighty-Six                                                                 | Shinei Nōzen                 | [ 14 ]        |
| 2021 | Visual Prison                                                                  | Ange Yuki                    | [ 15 ]        |
| 2021 | Platinum End                                                                   | Mizukiyo Minamikawa          | [ 16 ]        |
| 2021 | 86: Eighty-Six Part 2                                                          | Shinei Nōzen                 | [ 17 ]        |
| 2021 | Hataraku Saibō!!                                                               | Célula B                     |               |
| 2021 | Project Scard: Praeter no Kizu                                                 | Kazuma Arashiba              | [ 18 ]        |
| 2021 | Skate-Leading☆Stars                                                            | Sota Jonouchi                |               |
| 2021 | Horimiya                                                                       | Makio Tanihara               | [ 19 ]        |
| 2022 | Tribe Nine                                                                     | Kazuki Aoyama                | [ 20 ]        |
| 2022 | Yōkoso Jitsuryoku Shijō Shugi no Kyōshitsu e 2nd Season                        | Kiyotaka Ayanokōji           | [ 21 ]        |
| 2022 | Paripi Koumei                                                                  | Kabe Tajin                   | [ 22 ]        |
| 2022 | Blue Lock                                                                      | Yūdai Imamura                | [ 23 ]        |
| 2022 | Cool Doji Danshi                                                               | Sōma Shiki                   | [ 24 ]        |
| 2022 | Yūsha Party wo Tsuihou Sareta Beast Tamer, Saikyōshu no Nekomimi Shōjo to Deau | Rein Shroud                  | [ 25 ]        |
| 2023 | Bullbuster                                                                     | Tetsurō Okino                | [ 26 ]        |
| 2023 | Bungō Stray Dogs 4th Season                                                    | Sigma                        | [ 27 ]        |
| 2023 | Ayakashi Triangle                                                              | Matsuri Kazamaki (chico)     | [ 28 ]        |
| 2023 | Ao no Orchestra                                                                | Hajime Aono                  | [ 29 ]        |
| 2023 | Bungō Stray Dogs 5th Season                                                    | Sigma                        | [ 30 ]        |
| 2023 | Niehime to Kemono no Ō                                                         | Ilya                         | [ 31 ]        |
| 2023 | Undead Girl Murder Farce                                                       | Raoul Godard                 | [ 32 ]        |
| 2023 | Sugar Apple Fairy Tale Part 2                                                  | Nadir                        | [ 33 ]        |
| 2023 | Nanatsu no Maken ga Shihai Suru                                                | Richard Andrews              | [ 34 ]        |
| 2023 | FLCL: Shoegaze                                                                 | Masaki Aofuji                |               |
| 2023 | B-Project: Netsuretsu*Love Call                                                | Akane Fudō                   |               |
| 2023 | Saihate no Paladin: Tetsusabi no Yama no Ō                                     | Will (adulto)                | [ 35 ]        |
| 2023 | Hōkago Shōnen Hanako-kun                                                       | Kō Minamoto                  |               |
| 2024 | Yōkoso Jitsuryoku Shijō Shugi no Kyōshitsu e 3rd Season                        | Kiyotaka Ayanokōji           | [ 21 ]        |
| 2024 | Tensei Shitara Slime Datta Ken 3rd Season                                      | Saare                        | [ 36 ]        |
| 2024 | Wind Breaker                                                                   | Akihiko Nirei                | [ 37 ]        |
| 2024 | Kimetsu no Yaiba: Hashira Geiko-hen                                            | Takeuchi                     | [ 38 ]        |
| 2024 | Naze Boku no Sekai o Dare mo Oboeteinai no ka?                                 | Kai Sakura Vento             | [ 39 ]        |
| 2024 | Rekishi ni Nokoru Akujo ni Naru zo                                             | Gale Evans                   | [ 40 ]        |
| 2024 | Ao no Hako                                                                     | Taiki Inomata                | [ 41 ]        |
| 2024 | Trillion Game                                                                  | Cozy                         | [ 42 ]        |
| 2024 | Hōkago Shōnen Hanako-kun Part 2                                                | Kō Minamoto                  | [ 43 ]        |
| 2024 | Rurouni Kenshin: Meiji Kenkaku Romantan: Kyoto Dōran                           | Eiji Mishima                 | [ 44 ]        |
| 2025 | Hana wa Saku, Shura no Gotoku                                                  | Shūdai Tōga                  | [ 45 ]        |
| 2025 | Dōse, Koishite Shimaunda                                                       | Airu Izumi                   | [ 46 ]        |
| 2025 | Jibaku Shōnen Hanako-kun 2                                                     | Kō Minamoto                  | [ 47 ]        |
| 2025 | The Beginning After the End                                                    | Lucas Wykes                  | [ 48 ]        |
| 2025 | Wind Breaker Season 2                                                          | Akihiko Nirei                | [ 49 ]        |
| 2025 | En'en no Shōbōtai: San no Shō                                                  | Yu                           | [ 50 ]        |
| 2025 | Lazarus                                                                        | Donald McDonald              | [ 51 ]        |
| 2025 | Princession Orchestra                                                          | Giita                        | [ 52 ]        |
| 2025 | Summer Pockets                                                                 | Hairi Takahara               | [ 53 ]        |
| 2025 | Mobile Suit Gundam GQuuuuuuX                                                   | Nabu                         | [ 54 ]        |
| 2025 | Game Center Shо̄jo to Ibunka Kо̄ryū                                              | Renji Kusakabe               | [ 55 ]        |
| 2026 | Reincarnation no Kaben                                                         | Tōya Senji                   | [ 56 ]        |
| 2026 | Dōse, Koishite Shimaunda Season 2                                              | Airu Izumi                   | [ 57 ]        |
| TBA  | Tamon-kun Ima Docchi!?                                                         | Ōri Sakaguchi                | [ 58 ]        |
| TBA  | Yōkoso Jitsuryoku Shijō Shugi no Kyōshitsu e 4th Season: 2-nensei-hen 1 Gakki  | Kiyotaka Ayanokōji           | [ 59 ]        |

#### Películas
| Año  | Título                                    | Rol                | Refs.  |
| ---- | ----------------------------------------- | ------------------ | ------ |
| 2010 | Colorful                                  | Compañero de clase |        |
| 2011 | Shōwa Monogatari                          | Kōhei Yamazaki     |        |
| 2024 | Paripi Kōmei: Road to Summer Sonia        | Kabe Taijin        | [ 60 ] |
| 2024 | Blue Lock: Episode Nagi                   | Yūdai Imamura      | [ 61 ] |
| 2025 | Mobile Suit Gundam: GQuuuuuuX - Beginning | Nabu               | [ 62 ] |

#### ONAs
| Año  | Título                                    | Rol                        | Refs.  |
| ---- | ----------------------------------------- | -------------------------- | ------ |
| 2019 | Gundam Build Divers Re:Rise               | Yuri                       |        |
| 2020 | Gundam Build Divers Re:Rise 2nd Season    | Yuri                       |        |
| 2021 | Tenkū Shinpan                             | Rikuya Yoshida             | [ 63 ] |
| 2022 | Tiger & Bunny 2                           | Mr. Black / Subaru Sengoku | [ 64 ] |
| 2023 | Petit Cool Doji Danshi no Hitokoma        | Sōma Shiki                 |        |
| 2023 | Kyōkai Senki: Kyokkō no Sōki              | Ibuki Chinen               |        |
| 2024 | Code Geass: Dakkan no Rozé                | Tomo'omi Oda               | [ 65 ] |
| 2025 | The Star Seekers: Hoshi wo Ō Shōnen-tachi | Soule                      |        |

#### Especiales
| Año  | Título                                                    | Rol   | Refs. |
| ---- | --------------------------------------------------------- | ----- | ----- |
| 2024 | Tensei Shitara Slime Datta Ken: Kanwa - Luminous Memories | Saare |       |

### Videojuegos
- Boku no Natsuyasumi 3 (2007) como Boku
- THE iDOLM@STER: SideM (2015) como Hayato Akiyama
- Star Revolution 88 seiza no idol kakumei (2017) como Rito Harima[66]
- B-Project Muteki*Dangerous (2017) como Akane Fudou[67]
- NEO: The World Ends With You (2021) como Kaie Ono
- Genshin Impact (2024) como Sethos
- Fate/Grand Order (2025) como Dante Alighieri